# Zygmunt Polak
Zygmunt Franciszek Polak, ps. „Zygmunt” (ur. 7 listopada 1896 w Szmańkowczykach, zm. 31 marca 1982) – pułkownik dyplomowany piechoty Wojska Polskiego, działacz niepodległościowy, kawaler Orderu Virtuti Militari.

## Życiorys
Urodził się 7 listopada 1896 we wsi Szmańkowczyki, w ówczesnym powiecie czortkowskim Królestwa Galicji i Lodomerii, w rodzinie Jana i Franciszki z Jastrzębiec–Starczewskich. Uczył się w c. k. II Gimnazjum z polskim językiem wykładowym w Stanisławowie. W 1914 ukończył naukę w klasie VIIc.
Z dniem 1 maja 1925 został przesunięty z Oddziału II do Oddziału V Sztabu Generalnego na stanowisko szefa Wydziału Organizacyjnego.
W lutym 1929 został przeniesiony do 32 pułku piechoty w Modlinie na stanowisko dowódcy pułku. 10 listopada 1930 prezydent RP nadał mu stopień pułkownika ze starszeństwem z 1 stycznia 1931 i 7. lokatą w korpusie piechoty. Z dniem 19 listopada 1931 został zwolniony ze stanowiska dowódcy pułku i oddany do dyspozycji dowódcy Okręgu Korpusu Nr I z zachowaniem dotychczasowego dodatku służbowego. W marcu 1932 został przeniesiony do 53 pułku piechoty w Stryju na stanowisko dowódcy pułku. W lipcu 1935 został zwolniony z zajmowanego stanowiska. Od października tego roku pozostawał „bez funkcji”, a w następnym roku przeniesiony w stan spoczynku.
W powstaniu warszawskim, w poczcie dowódcy odcinka taktycznego „Topór”, który wchodził w skład Podobwodu „Sławbor” (Śródmieście-Południe) Obwodu Śródmieście Armii Krajowej. Zmarł 31 marca 1982.

## Ordery i odznaczenia
- Krzyż Srebrny Orderu Wojskowego Virtuti Militari nr 6984 – 17 maja 1922[10]
- Krzyż Niepodległości – 16 września 1931 „za pracę w dziele odzyskania niepodległości”[11][12]
- Krzyż Oficerski Orderu Odrodzenia Polski
- Krzyż Walecznych czterokrotnie[b]
- Medal Pamiątkowy za Wojnę 1918–1921[13]
- Medal Dziesięciolecia Odzyskanej Niepodległości[13]
- Medal Zwycięstwa[13]
- Odznaka za Rany i Kontuzje z dwiema gwiazdkami[14]